# 真副鱧
真副鱧為輻鰭魚綱鱸形目鱧科副鱧屬的其中一種，分布於非洲剛果河、Ogowe河流域，體長可達41公分，棲息在中底層水域，屬肉食性。

## 擴展閱讀
維基物種上的相關：真副鱧